# Nayo Wallace
Pour les articles homonymes, voir Nayo et Wallace.
Nayo Wallace, née le 7 décembre 1970 à Détroit dans le Michigan, est une actrice américaine.

## Filmographie
- 1999 : The Wood : Girl In School Hallway
- 2000 : Passions (série télévisée) : Flight Attendant / Flight Attendent
- 2001 : The Brothers : Red the Stripper
- 2004 : The District (série télévisée) : Young Colette Upshaw
- 2006 : Sleeper Cell (série télévisée) : Sensor Operator
- 2007 : In Case of Emergency (série télévisée) : Pink Thong Girl
- 2008 : Speed Racer : Minx
- 2009 : Heroes (série télévisée) : Med Tech
- 2009 : Reconciliation : Angela
- 2010 : 24 (série télévisée) : Female Reporter
- 2010 : Two and a Half Men (série télévisée) : Paulina
- 2011 : Blade (série télévisée) : Tara Brooks (voix)
- 2011 : The Notice (court métrage) : Ticket Buying Patron
- 2011 : Torchwood (série télévisée) : Wilson
- 2011 : Saints Row: The Third (jeu vidéo) : Pedestrian and Character Voices (voix)
- 2011 : CSI: NY (série télévisée) : Nora Boothe
- 2012 : Southland (série télévisée) : Lisa Hornby
- 2012 : Binary Domain (jeu vidéo) : Rachael Townsend (voix)
- 2012 : Shameless (série télévisée) : Stacy
- 2012 : Dragon's Dogma (jeu vidéo) : Harpy (voix)
- 2012 : The Grief Tourist (en) : Janita
- 2012 : Least Among Saints (en) : Balek, Sandy
- 2012 : NCIS : Los Angeles (série télévisée) : Political Analyst #1
- 2012 : Care Bears: Welcome to Care-a-Lot (en) (série télévisée) : l'ours Harmony (voix)
- 2013 : Care Bears: Totally Sweet Adventures : l'ours Harmony (voix)
- 2014 : Crazy Bitches (en) : Dorri
- 2014 : A Life, Taken (court métrage) : Gina Evans
- 2015 : Care Bears and Cousins (série télévisée) : l'ours Harmony (voix)
- 2016 : Hater (téléfilm) : Beverly
- 2017 : Stain (court métrage) : Jean

## Distinctions
En 2015, Nayo Wallace a été nommée au Macabre Faire Film Festival en tant que Best Supporting Actress pour le film Crazy Bitches (en).